# Sveti Đurđ
Sveti Đurđ je opčina ve Varaždinské župě v Chorvatsku. Opčinu tvoří 9 sídel. V roce 2011 žilo v celé opčině 3 804 obyvatel, v samotné vesnici Sveti Đurđ 652 obyvatel.

## Části opčiny
- Hrženica
- Karlovec Ludbreški
- Komarnica Ludbreška
- Luka Ludbreška
- Obrankovec
- Priles
- Sesvete Ludbreške
- Struga
- Sveti Đurđ